# Zamek Satzvey
Zamek Satzvey (niem. Burg Satzvey) – to średniowieczny zamek w Niemczech w kraju związkowym (Nadrenia Północna-Westfalia). Zamek ten znajduje się w Satzvey, który jest częścią miasta Mechernich, w powiecie Euskirchen. 
Uważany jest za najlepiej zachowany zamek na wodzie w Nadrenii pod względem oryginalnej konstrukcji, perełkę nadreńskiej budowli zamkowej oraz pomnik kultury i sposobu życia rodów szlacheckich.

## Historia
Pierwotne założenie obronne w formie zespołu folwarcznego zbudowano na nizinie w  XIII w. i z tego powodu w celach obronnych otoczono fosą zasilaną przez pobliski strumień Veybach. Była to siedziba rodu von Vey, który zarządzał rozległymi dobrami kościelnymi. Arcybiskup Kolonii Engelbert III von der Mark nadał Satzvey jako lenno Otto von Veyowi, który wymieniony został w dokumencie z 1368 jako pierwszy zarządca o tym nazwisku. Po wygaśnięciu linii męskiej jego wnuczka w 1391 przekazała przedzamcze i zamek swemu mężowi Heinrichowi von Krauthausenowi, który w 1396 wybudował pierwszy, pierwotnie wolnostojący, dwupiętrowy dom zamkowy w stylu gotyckim jako nową siedzibę administracyjną.
Siła obronna założenia została zwiększona w XV wieku. W XV w. wybudowano wieżę bramną z podwójnymi wieżami i wzmocniono przedzamcze. W drugiej połowie XV w. zamek należał do rodziny von Meller, a po 1512 był własnością różnych rodów szlacheckich, aż w 1561 w wyniku wywłaszczenia trafił w ręce Wilhelma Spiesa von Büllesheima. Aby utrzymać pokój w kraju, arcybiskup Kolonii Gebhard von Mansfeld poparł to wywłaszczenie. W 1578 zamek zajął książę  Jülich Wilhelm Bogaty. W rezultacie po trzech latach władca zamku Spies von Büllesheim musiał złożyć przysięgę wierności zarówno władcy Jülich, jak i władcy Kolonii, arcybiskupowi Gebhardowi I von Waldburg.
W 1747 zamek przeszedł w posiadanie nadreńskiego rodu szlacheckiego von und zu Gymnich poprzez sprzedaż Johanna Spiesa von Büllesheima Karlowi Otto von Gymnich. W 1882, po wygaśnięciu linii Gymnich, właścicielem zameku został hrabia Dietrich Wolff-Metternich żur Gracht, który przekształcił dotychczas w dużej mierze średniowieczny i mocno zniszczony zamek w reprezentacyjną siedzibę poprzez gruntowną renowację i rozbudowę. Osuszono fosy, powiększono dom zamkowy o dobudówki, oraz zbudowano nowe wieże. Na dawnym podzamczu wzniesiono budynki w stylu stajni angielskich oraz wzniesiono dwór z zabudowaniami gospodarczymi. Główna bryła zamku z początku XV w. została zachowana. Nad łukiem dwuwieżowego budynku bramnego widnieje herb Wolff-Metternich zur Gracht.
Przez stulecia zamek w dużej mierze uchronił się przed zniszczeniami militarnymi. Został on jednak poważnie uszkodzony podczas II wojny światowej. W 1942 hrabina Adeline Wolff Metternich odziedziczyła Gracht w miejsce swojego brata Dietricha, który zginął na wojnie. W 1944 wyszła za mąż za Franciszka Józefa hrabiego Beissela von Gymnich zu Frens. Młoda para wprowadziła się do zamku i w kolejnych latach naprawiała zniszczenia. Na zamku urodziło się ich czterech synów. Właściciele zamku mieszkają obecnie w Bad Münstereifel.

### Zamek dzisiaj
W 1977 rodzice przekazali majątek najstarszemu synowi Franzowi Josefowi grafowi Beisselowi von Gymnichowi. Chcąc zachować zamek i kontynuować tradycje minionych epok, postanowił on udostępnić obiekt zwiedzającym. Wraz z żoną Jeannette i córką organizuje tam od 1981 historyczne festyny rycerskie i inne wydarzenia historyczne.
19 kwietnia 2020 spłonęła przylegająca do zamku piekarnia. 
Regularne imprezy na terenie kompleksu zamkowego obejmują festiwale rycerskie, spotkania rycerskie dla dzieci, jarmarki wielkanocne, festiwale czarownic, Halloween i Boże Narodzenie zamkowe, a także średniowieczne jarmarki, wydarzenia muzyczne i przedstawienia teatralne.

## Galeria

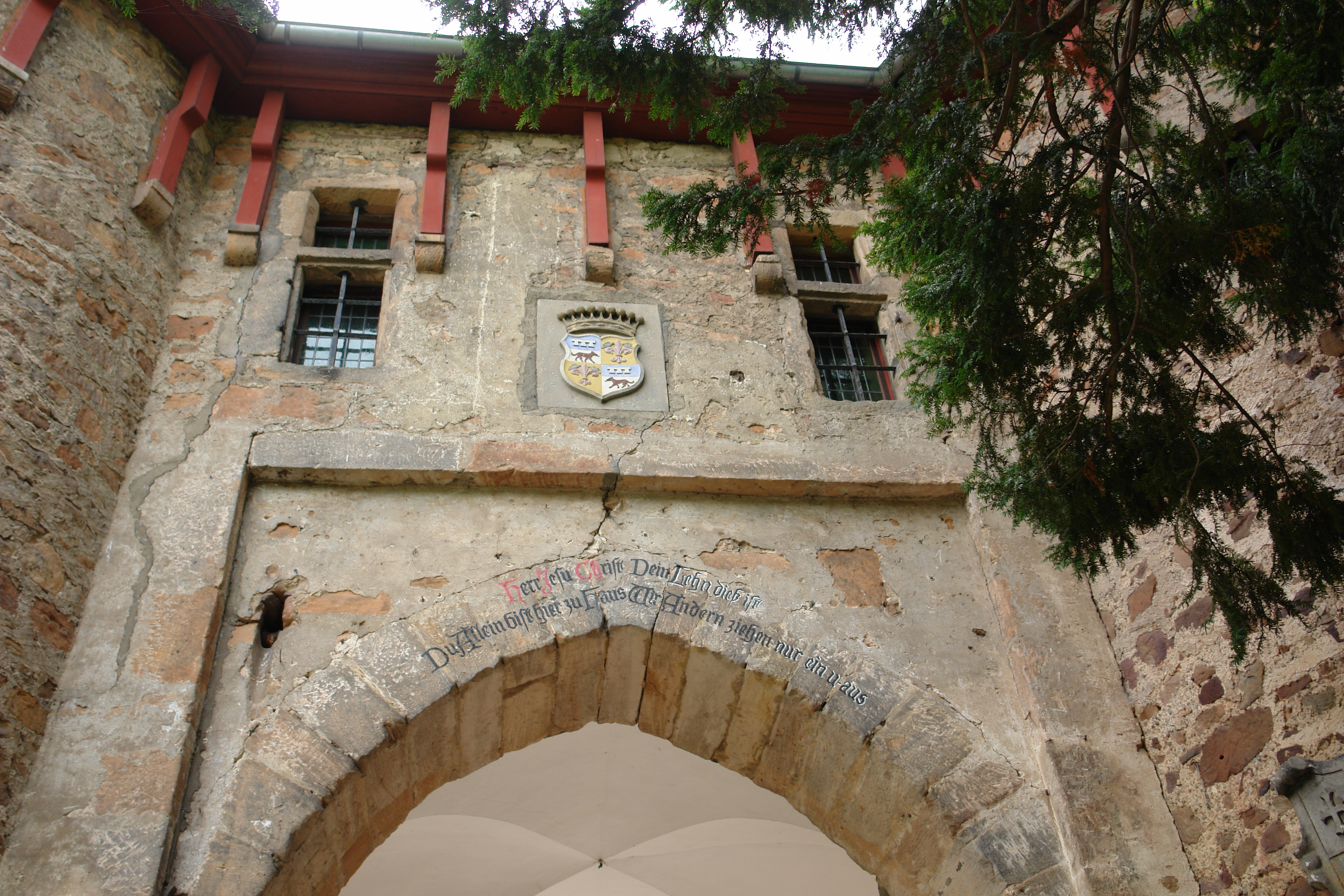
Herb Wolff-Metternich nad wejściem
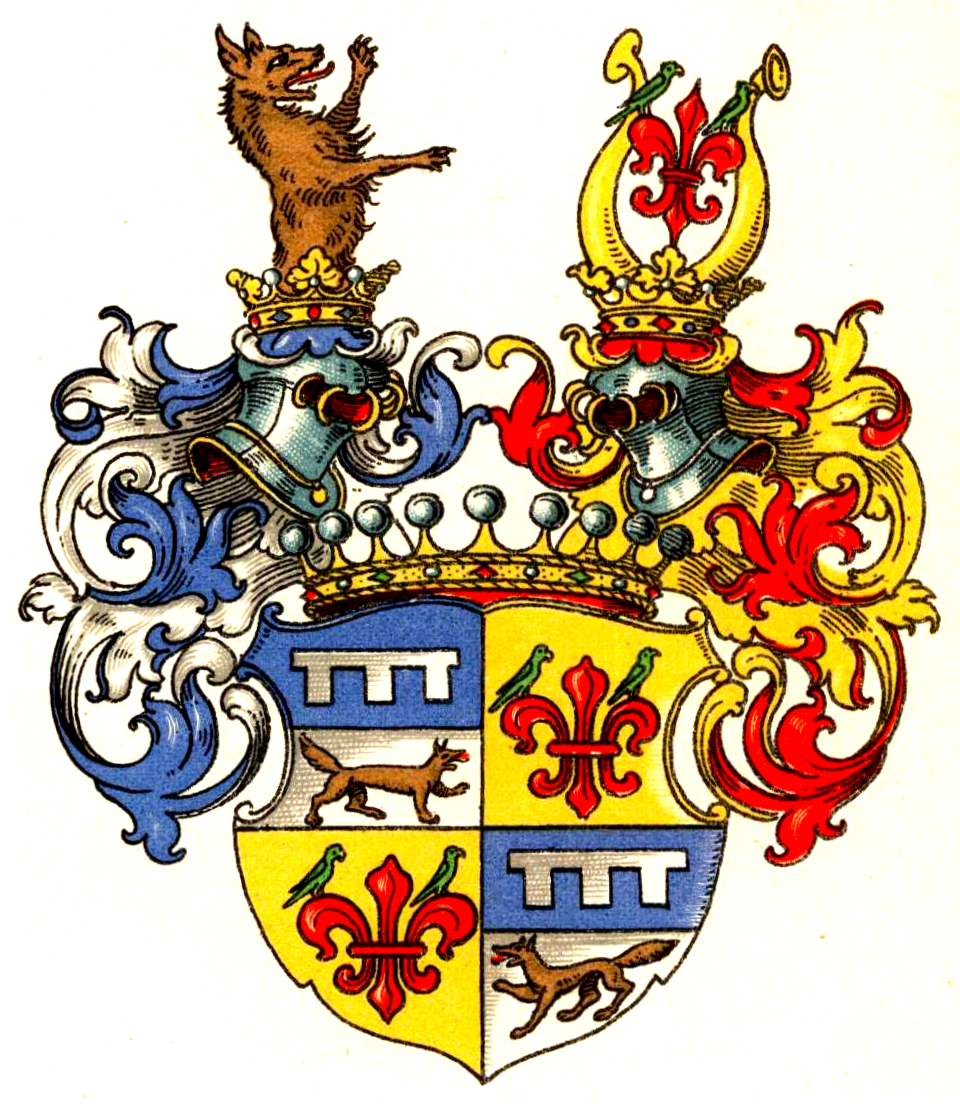
Herb Wolff-Metternich
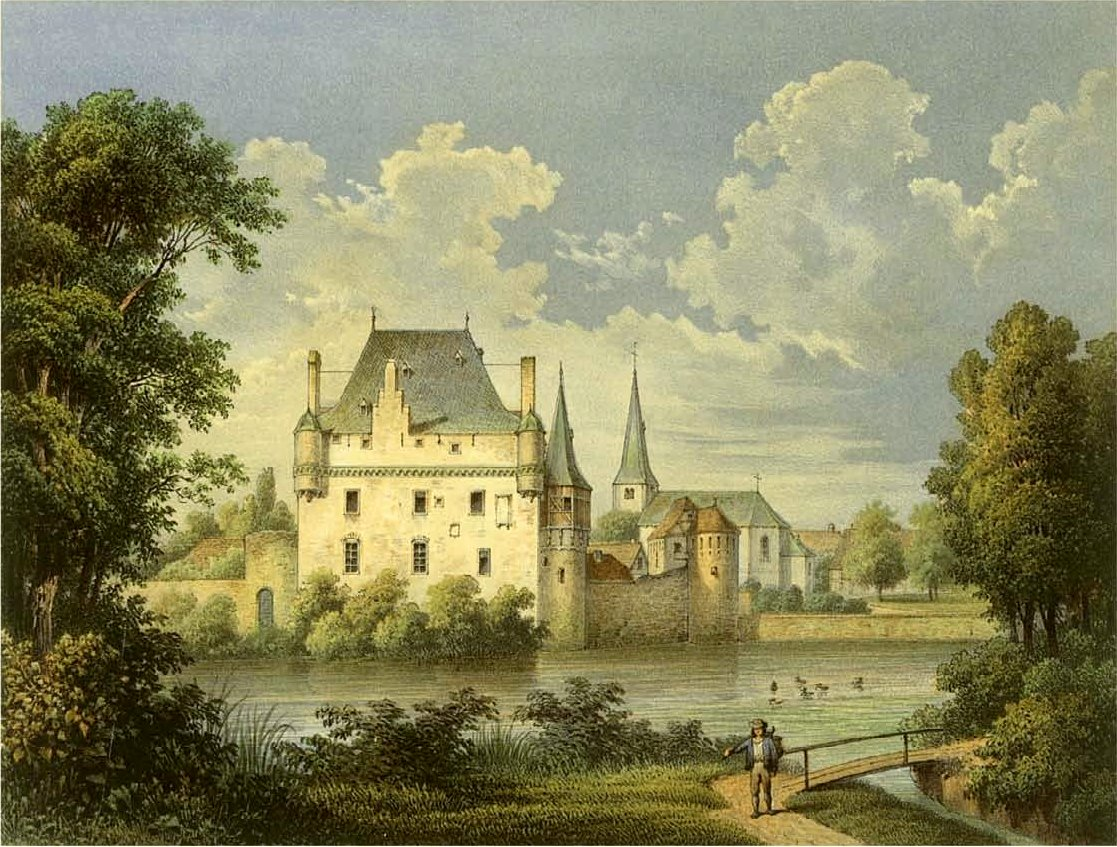
Zamek Satzvey ok. 1860 wg Dunckera
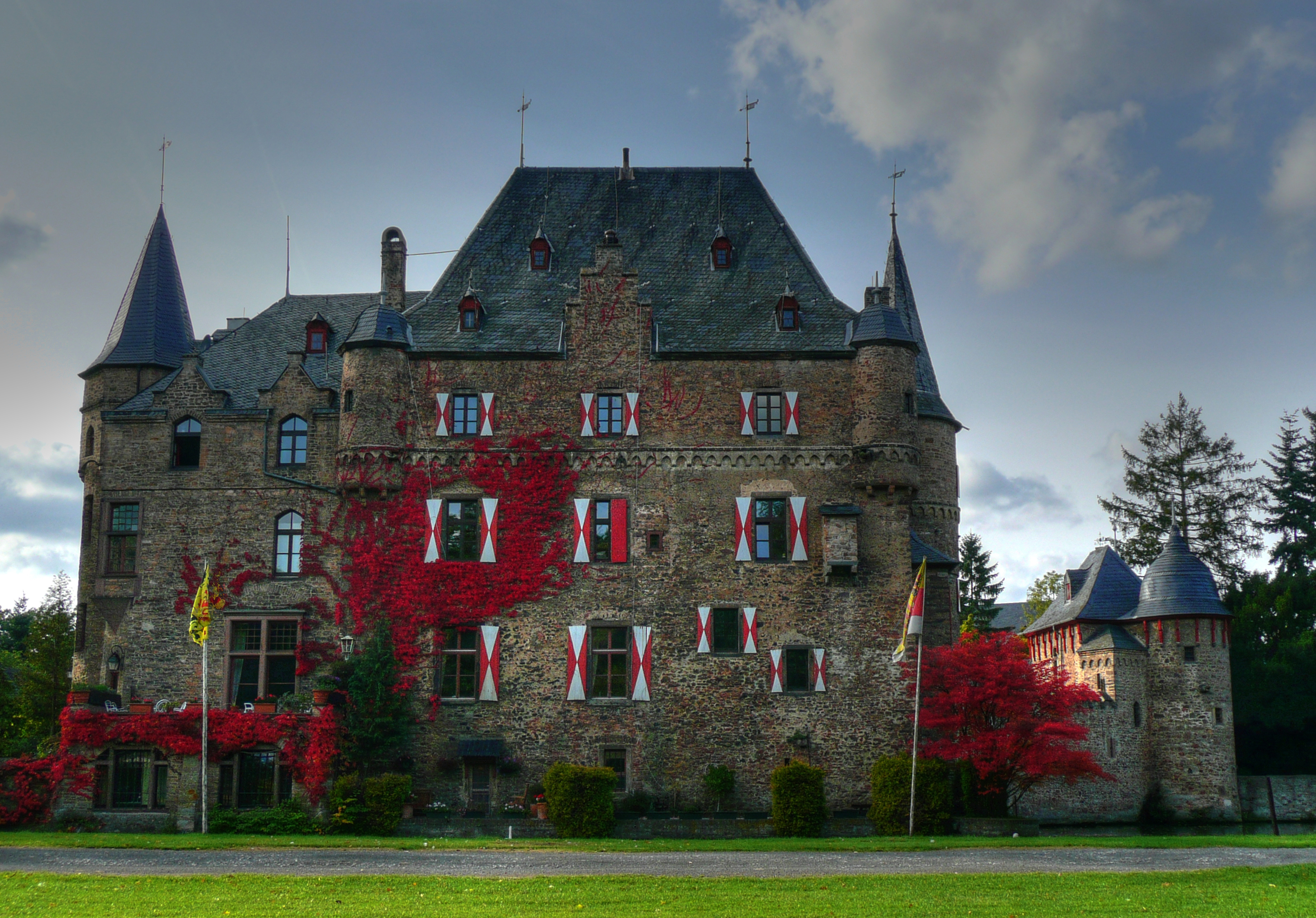
Zamek Satzvey (2007)
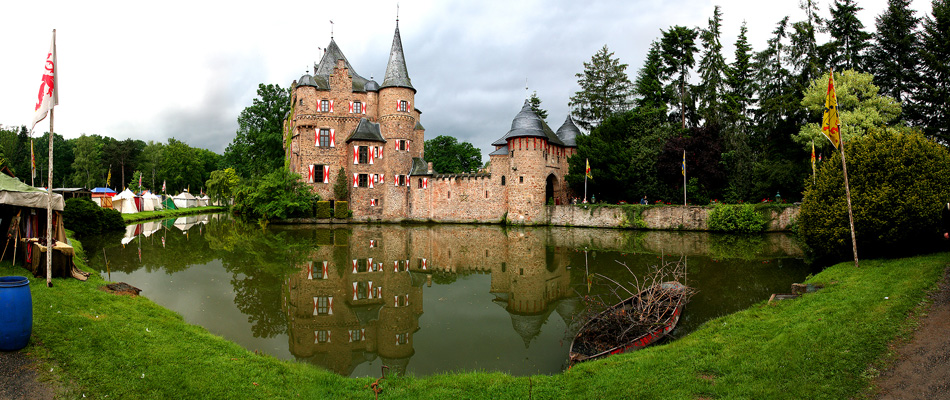
Panorama zamku Satzvey (2007)
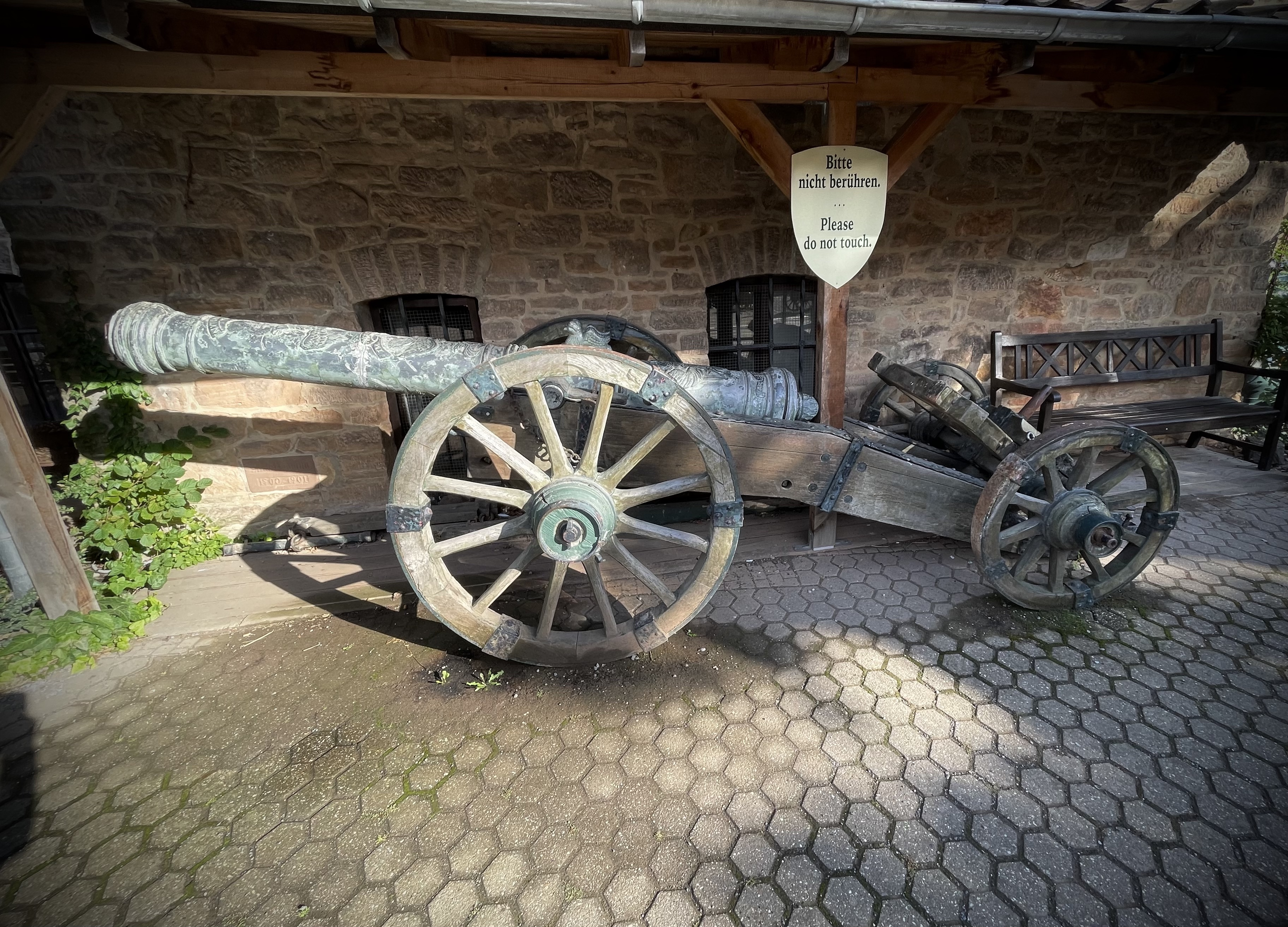
Jedno z dział na dziedzińcu
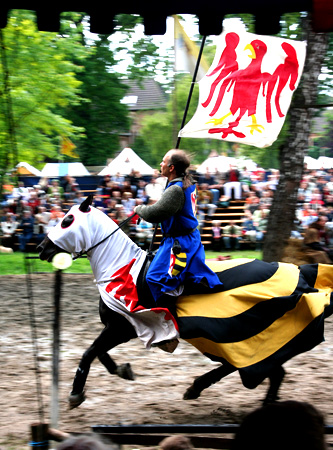
Turniej rycerski
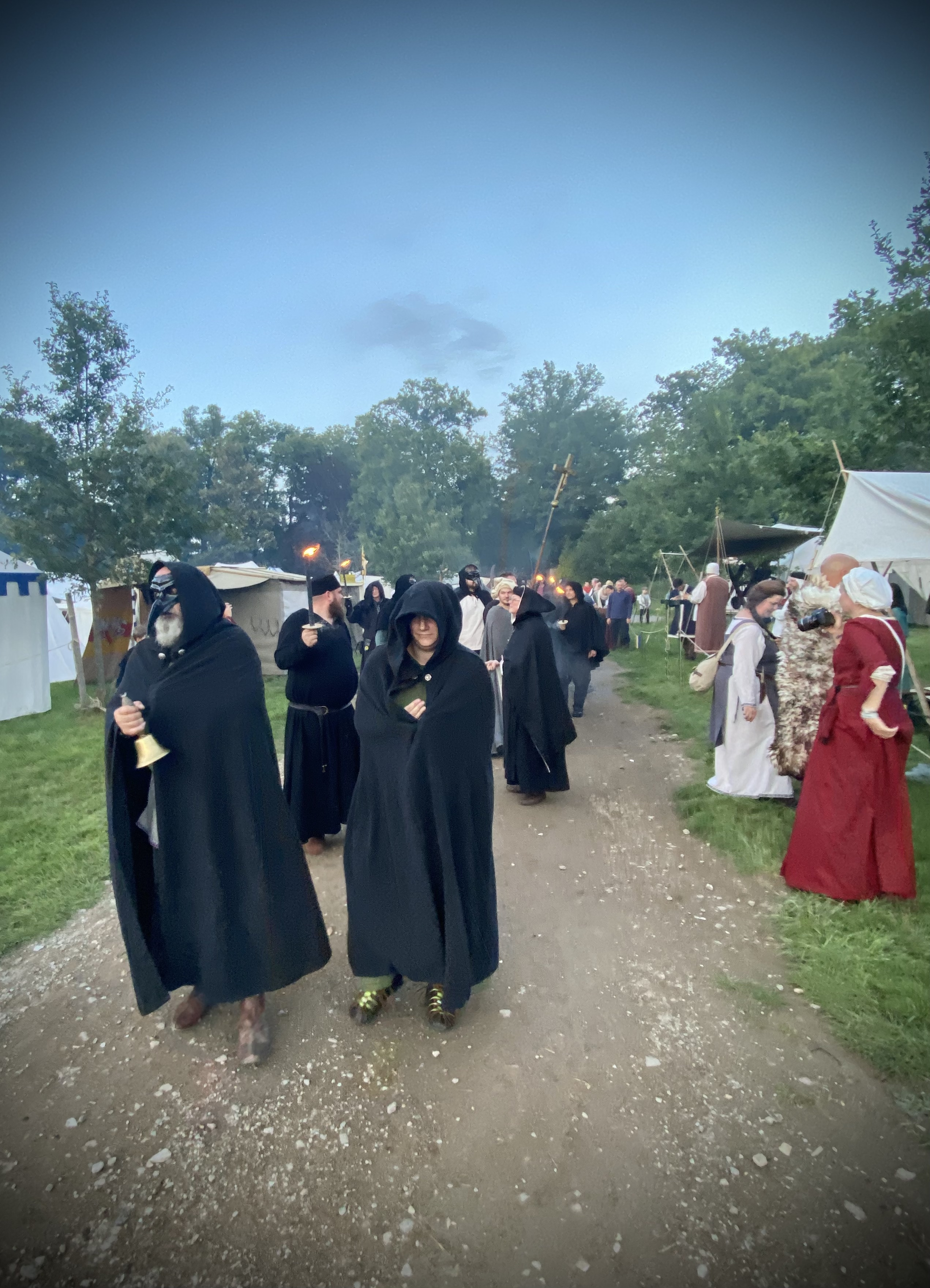
Jarmark średniowieczny, czas czarnej śmierci
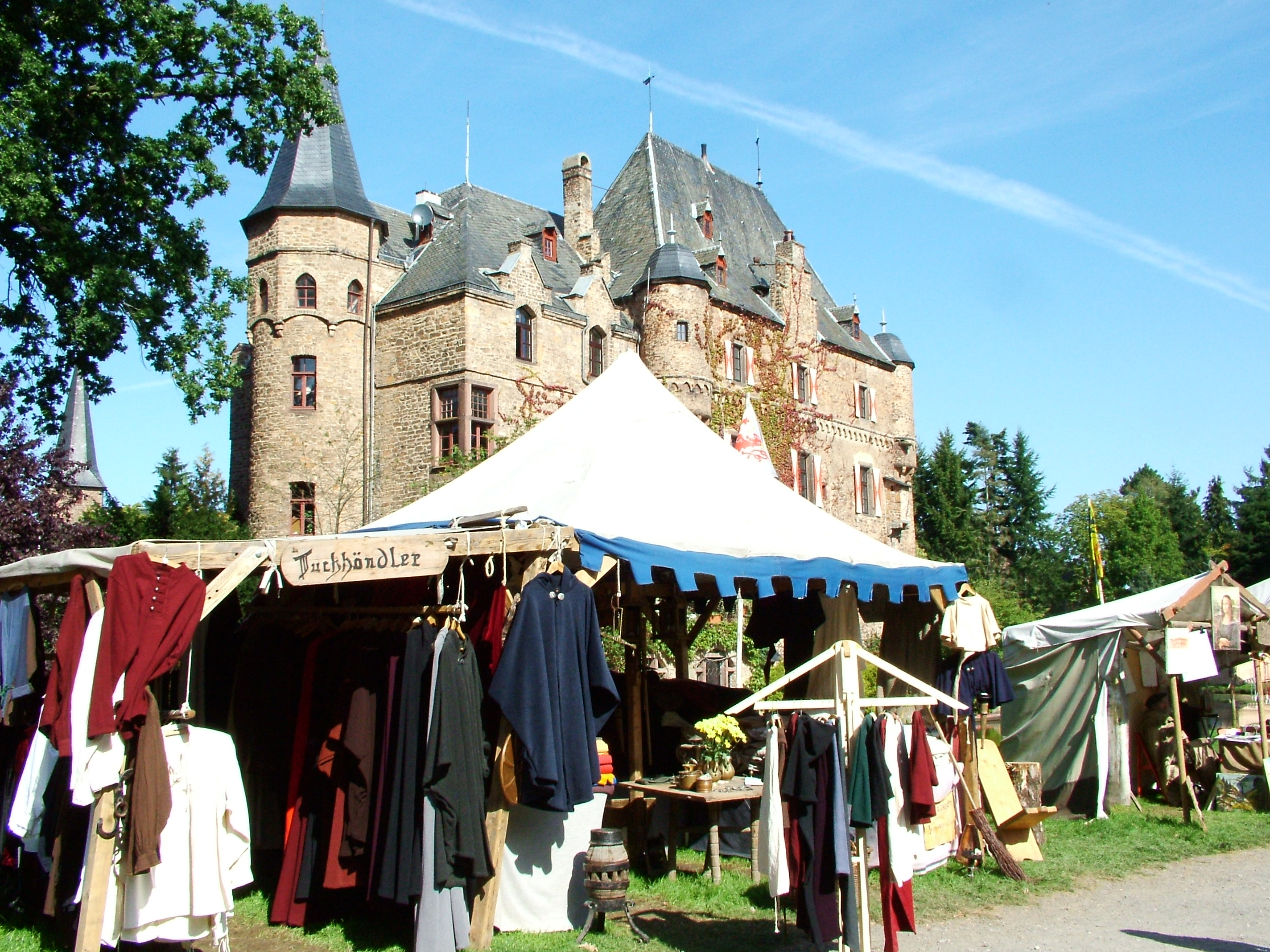
Jarmark. Stoisko ze strojami z epoki
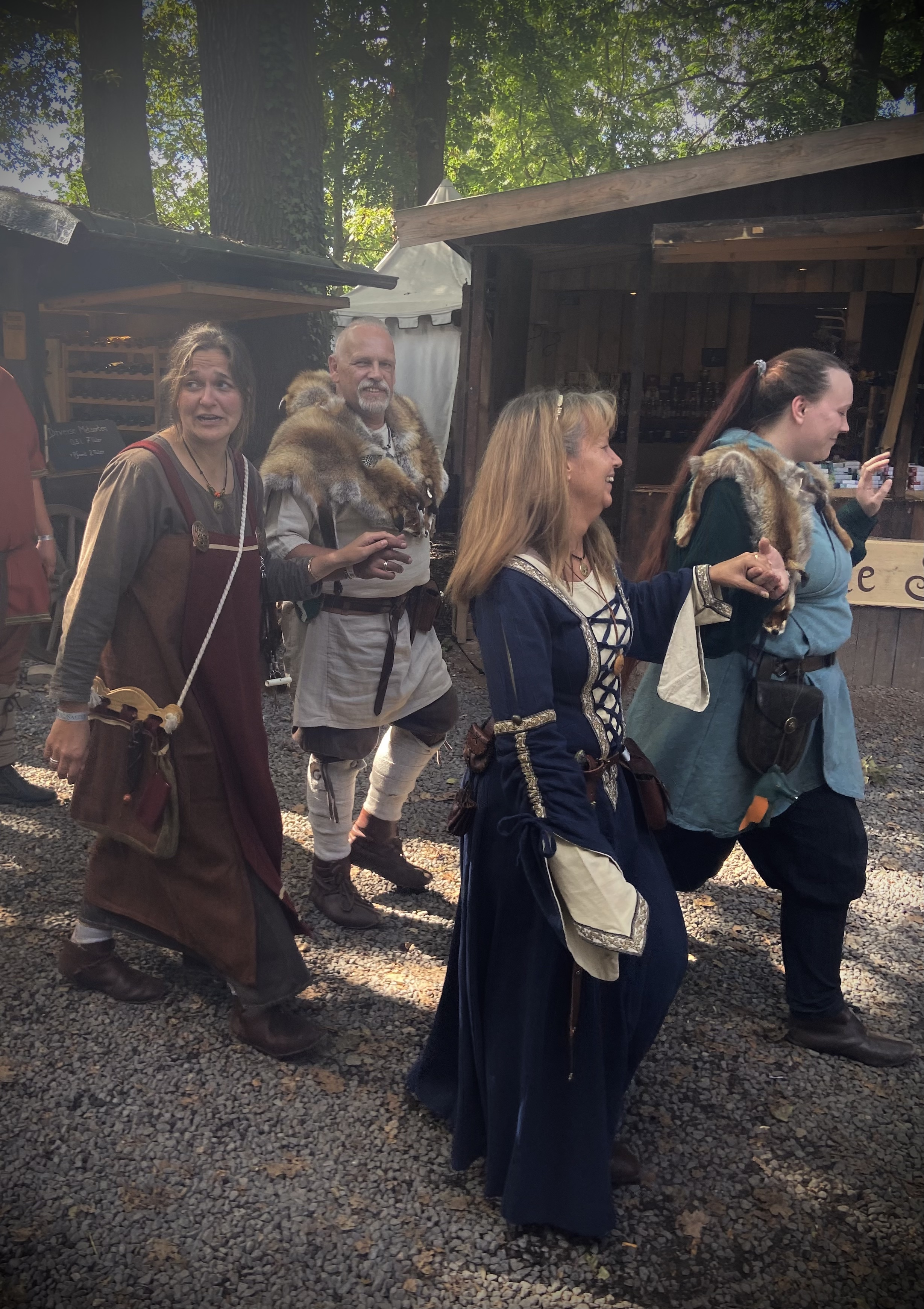
Jarmark, ludzie w strojach z epoki
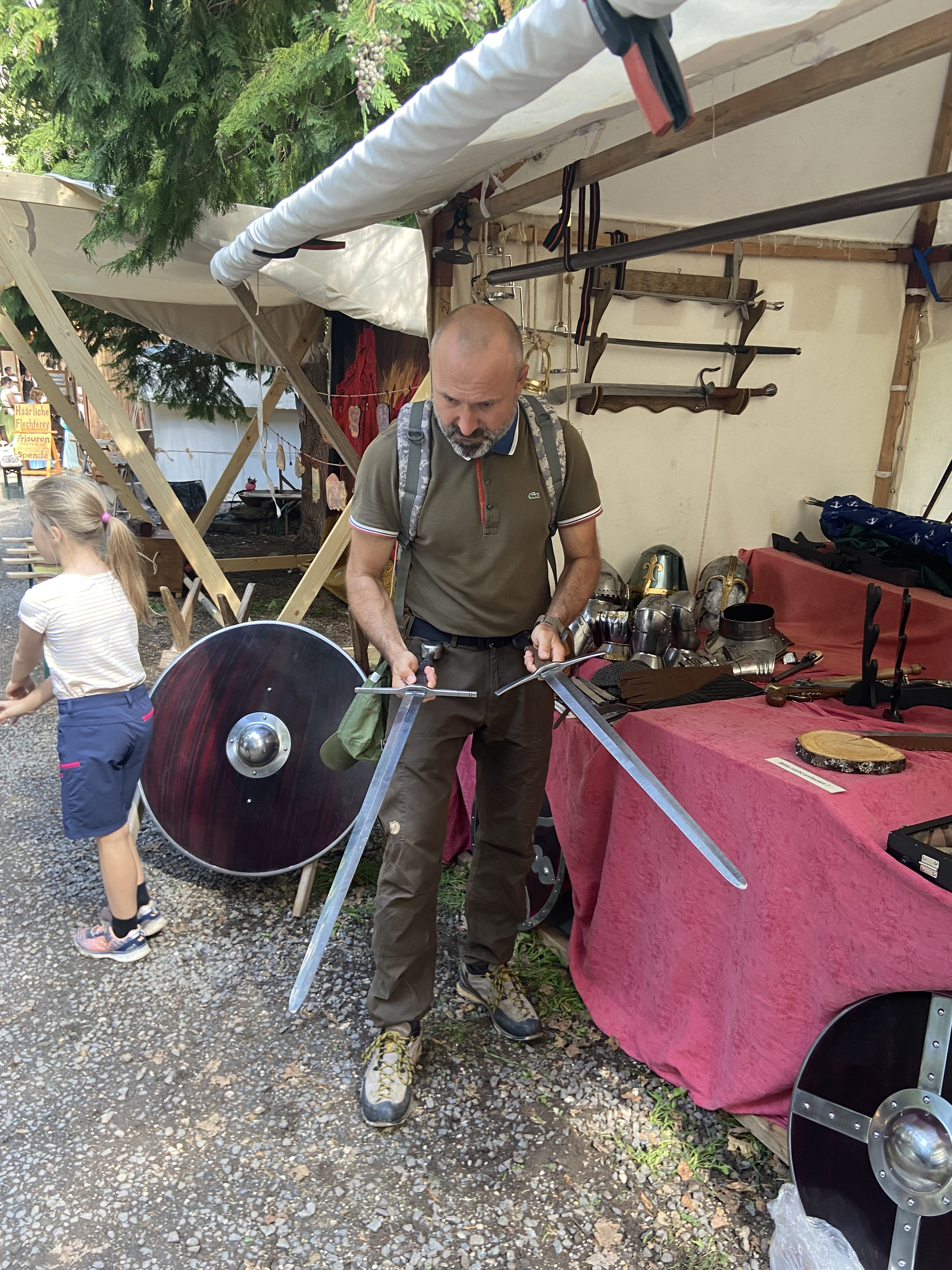
Stoisko z białą bronią
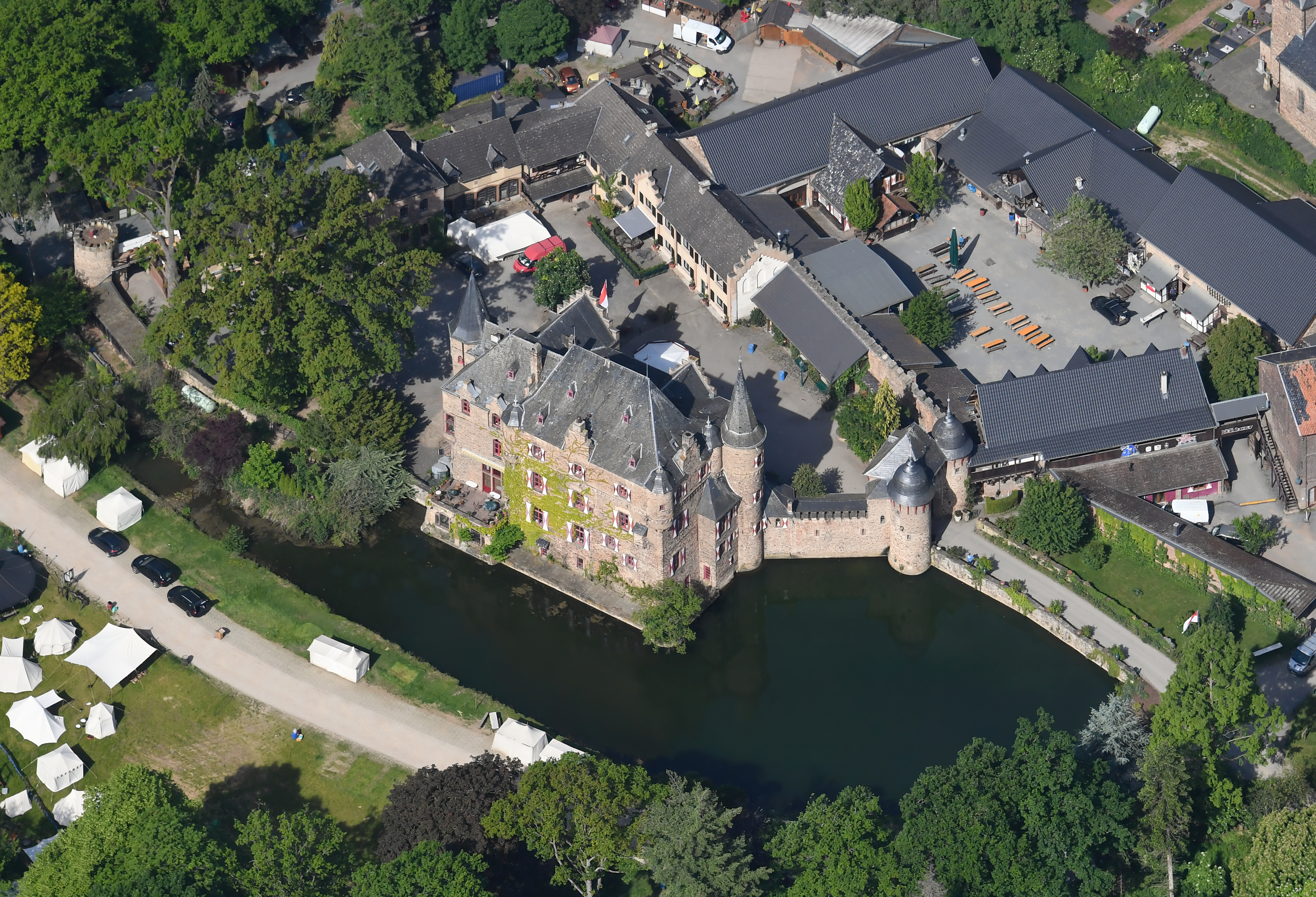
Zdjęcie lotnicze (2023)